# Amadou Mbengue
Pour les articles homonymes, voir Mbengue.
Amadou Mbengue, né le 5 janvier 2002 au Sénégal, est un footballeur sénégalais. Il joue au poste de défenseur central à Queens Park Rangers.

## Biographie

### FC Metz
Né au Sénégal, Amadou Mbengue rejoint le FC Melun à 15 ans, et joue alors au milieu de terrain, avant de poursuivre sa formation au FC Metz.
Amadou Mbengue joue son premier match en professionnel le 3 octobre 2021, à l'occasion d'une rencontre de Ligue 1 face au Angers SCO. Il entre en jeu à la place de Sikou Niakaté et son équipe s'incline par trois buts à deux.

### Reading FC
Le 13 septembre 2022, Amadou Mbengue rejoint l'Angleterre afin de s'engager en faveur du Reading FC pour un contrat court, le liant au club jusqu'en janvier 2023,.
Mbengue inscrit son premier but en professionnel avec Reading, le 10 décembre 2022, lors d'une rencontre de championnat face à Coventry City. Titulaire, il est l'unique buteur du match et permet ainsi aux siens de l'emporter,.
Le 13 janvier 2023, Mbengue prolonge son contrat avec Reading jusqu'à la fin de la saison,.

### En sélection
Avec l'équipe du Sénégal des moins de 23 ans, Amadou Mbengue joue deux matchs en 2022.